# Conseil de Camden
Le conseil de Camden (en anglais : Camden Council) est une zone d'administration locale de l'agglomération de Sydney, située dans l'État de Nouvelle-Galles du Sud, en Australie. Le siège administratif est Oran Park.

## Géographie
Camden s'étend sur 201 km2 dans le sud-ouest de l'agglomération de Sydney

### Quartiers
- Bickley Vale
- Camden
- Camden South
- Catherine Field
- Cobbitty
- Currans Hill
- Elderslie
- Ellis Lane
- Grasmere
- Harrington Park
- Kirkham
- Leppington
- Mount Annan
- Narellan
- Narellan Vale
- Oran Park
- Smeaton Grange
- Spring Farm

## Démographie
| 2001   | 2006   | 2011   | 2016   | 2021    |
| ------ | ------ | ------ | ------ | ------- |
| 43 779 | 49 645 | 56 720 | 78 218 | 119 325 |

## Politique et administration
La zone comprend trois subdivisions appelées wards. Le conseil comprend neuf membres élus, à raison de trois par ward, pour quatre ans, qui à leur tour élisent le maire pour deux ans. Les dernières élections ont eu lieu le 14 septembre 2024.

### Composition du conseil
| Élections | Parti libéral | Parti travailliste | Parti libertarien | Indépendants |
| --------- | ------------- | ------------------ | ----------------- | ------------ |
| 2016      | 4             | 3                  | -                 | 2            |
| 2021      | 4             | 3                  | -                 | 2            |
| 2024      | 1             | 3                  | 2                 | 3            |

### Liste des maires
| Période                                  | Période           | Identité         | Étiquette    | Qualité |
| ---------------------------------------- | ----------------- | ---------------- | ------------ | ------- |
| Les données manquantes sont à compléter. |                   |                  |              |         |
| septembre 2006                           | 2011              | Chris Patterson  | libéral      |         |
| 14 juin 2011                             | 9 octobre 2012    | Greg Warren      | Travailliste |         |
| 9 octobre 2012                           | 11 septembre 2018 | Lara Symkowiak   | Libérale     |         |
| 11 septembre 2018                        | 23 avril 2019     | Peter Sidgreaves | Libéral      |         |
| 23 avril 2019                            | 9 mai 2023        | Therese Fedeli   | Libérale     |         |
| 9 mai 2023                               | en cours          | Ashleigh Cagney  | Travailliste |         |